# Lagerstroemia calyculata
Espèce
Lagerstroemia calyculata (Vietnamien : Bằng Lăng Ổi, Bằng Lăng Cườm; thai: ตะแบก tabaek; cambodgien : Srolao "ដើមស្រឡៅ") est une espèce de plantes à fleurs de la famille des Lythraceae. C’est un arbre qui se trouve en Asie du Sud-Est et en Océanie[réf. souhaitée].

## Description
Lagerstroemia calyculata est un arbre de taille moyenne de 10 à 20 m de haut, atteignant parfois 35 m.

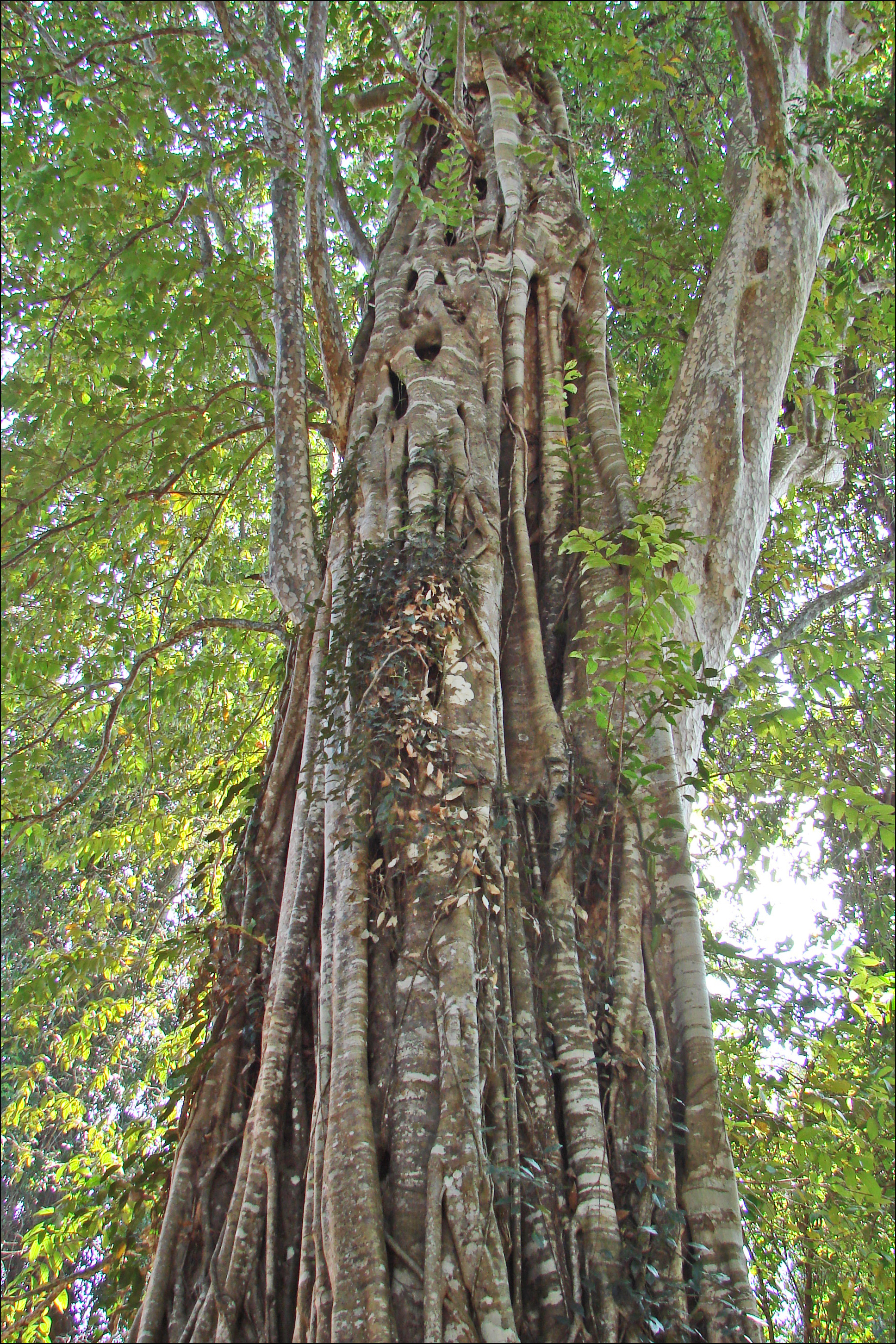
Srolao parasité par un figuier étrangleur Ficus altissima qui l'enserre totalement.
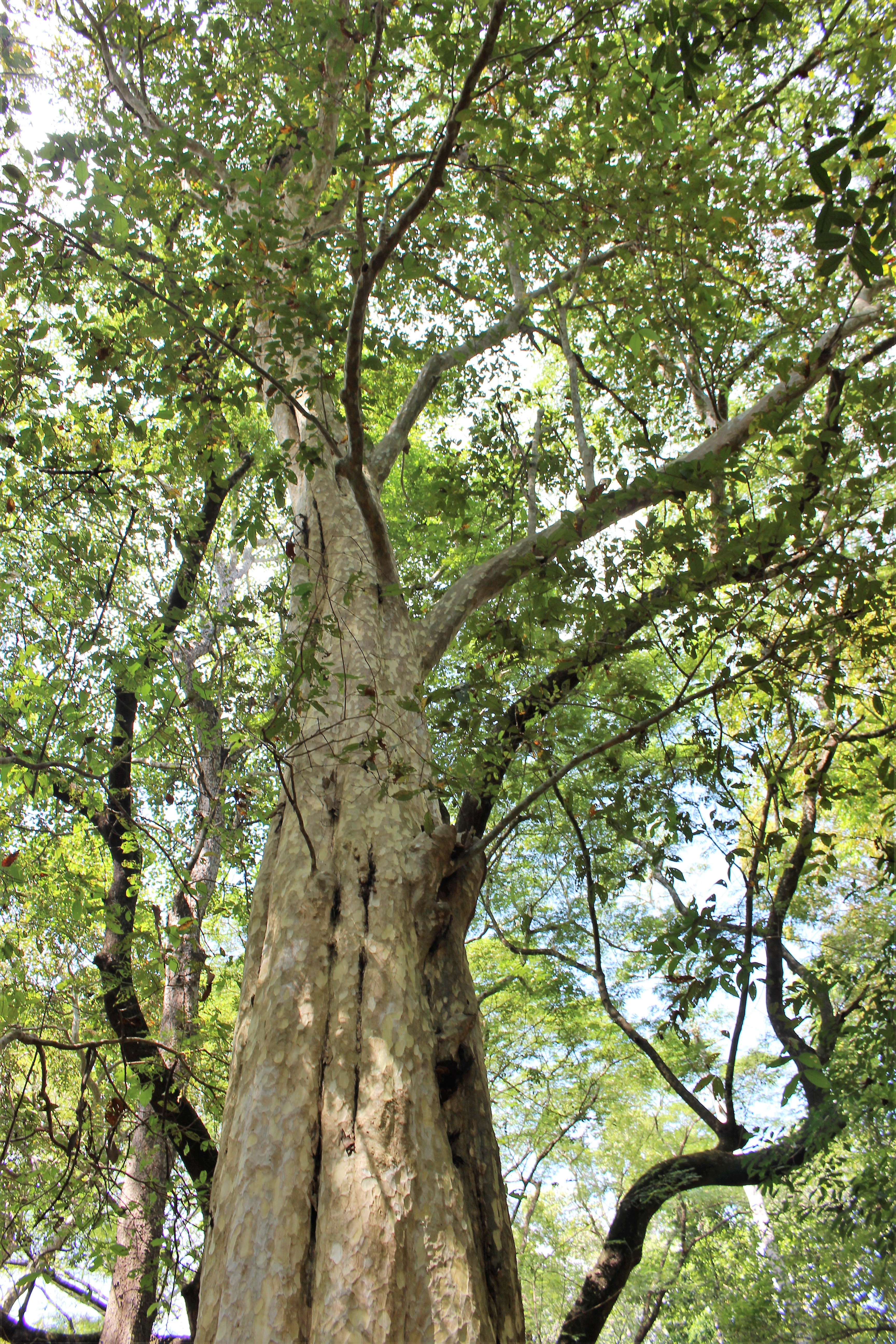
Lagerstroemia calyculata, au temple d'Angkor, au Cambodge.

Cet arbre est assez commun dans les parcs en Thaïlande car il a de belles fleurs roses comme le Lilas des Indes et le Lilas d'été.

## Répartition
Lagerstroemia calyculata est présente au Cambodge, au Laos, en Malaisie, en Birmanie, en Thaïlande et au Vietnam.

## Synonymes
Lagerstroemia calyculata a pour synonymes selon Plants of the World online (POWO) (22 février 2021) :
- Lagerstroemia angustifolia Pierre ex Gagnep.
- Murtughas calyculata (Kurz) Kuntze